# Estádio Municipal João Lamego Netto
O Estádio Municipal João Lamego Netto (antigo Estádio Municipal Epaminondas Mendes Brito), mais conhecido como Ipatingão, é um estádio de futebol do município brasileiro de Ipatinga, no interior do estado de Minas Gerais. Conta com capacidade atual liberada para até 23 mil torcedores.

## História

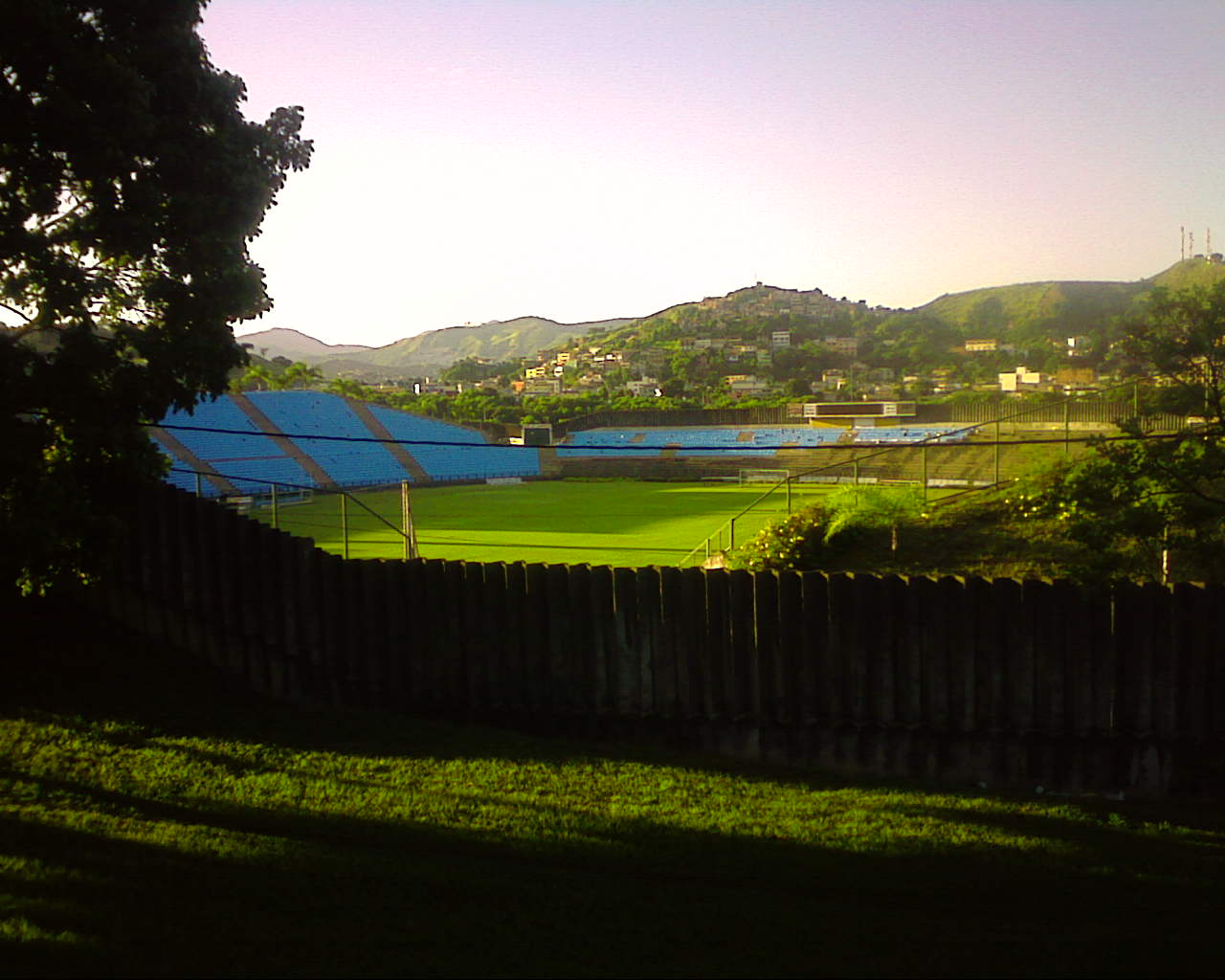
Estádio Ipatingão, em reformas, visto da BR-381 em 2009.

Em 2009 o estádio passou por extensas obras, com a troca do gramado, ampliação no número de assentos, além de instalação de salas para a imprensa,a Federação Mineira de Futebol e para antidoping.
Em 2010, com a reforma do Estádio Mineirão para a Copa do Mundo de 2014, o Ipatingão passou a sediar alguns dos jogos das equipes da capital mineira.
Em junho de 2011, teve seu nome alterado de Estádio Municipal Epaminondas Mendes Brito para Estádio Municipal João Lamego Netto em homenagem a João Lamego Netto, falecido em 4 de abril desse ano, que foi prefeito de Ipatinga de 1977 a 1982, cujo mandato ocorreram várias obras de melhorias na infraestrutura da cidade, além de ter acontecido a construção do Ipatingão e a viabilização do Parque Ipanema.
Em 2012 o Ipatinga Futebol Clube, que até então mandava seus jogos no estádio, anunciou sua mudança para a cidade de Betim. Com a ausência do principal time da cidade, a Tombense, equipe da cidade de Tombos, que subiu para a Primeira Divisão do Campeonato Mineiro de 2013, indicou o estádio para mandar seus jogos. Ao todo, o clube vai mandar cinco jogos em Ipatinga.

## Infraestrutura
O estádio possui 25 cabines para imprensa (rádio, TV, jornais), 20 lugares na Tribuna de Honra, 200 lugares nos camarotes, 15.780 cadeiras numeradas, 4 vestiários para clubes com hidromassagem, 1 vestiário para árbitro, 2 placares eletrônicos, departamento médico, salas para polícia militar e para a Federação Mineira de Futebol e restaurante para jogadores do Ideal Futebol Clube. O gramado oficial está capacitado para jogos internacionais (110 X 75) e conta com moderno sistema de irrigação subterrânea. Recentemente o mesmo foi substituído por um novo tipo de grama, proporcionando maior qualidade para os eventos esportivos realizados no estádio.[carece de fontes?]
Para atendimento ao público são disponibilizados 8 bares, 30 guichês de bilheterias, 8 banheiros públicos, 80 vagas para estacionamento no Hall, 600 vagas de estacionamento para o público. Conta ainda com subestação de energia própria de 600KWA, iluminação do gramado de 240.000W/450 LUX e carrinho maca elétrico.[carece de fontes?]